# Våmhus socken
Våmhus socken (våmhusmål Womus) ligger i Dalarna, ingår sedan 1971 i Mora kommun och motsvarar från 2016 Våmhus distrikt.
Socknens areal är 393,15 kvadratkilometer, varav 378,35 land. År 2020 fanns här 1 203 invånare. Tätorten och kyrkbyn Våmhus med sockenkyrkan Våmhus kyrka ligger i socknen.  

## Historik
Våmhus församling bildades 1636 genom en utbrytning ur Mora församling. I jordeboken låg Våmhus under Mora socken ända fram till beslutet den 26 oktober 1888, då Våmhus utbröts för att bli en separat jordebokssocken.
Våmhus socken blev under 1800-talet berömt för sina  hårkullor, bland dem Martis Karin Ersdotter.
Vid kommunreformen 1862 övergick socknens ansvar för de kyrkliga frågorna till Våmhus församling och för de borgerliga frågorna till Våmhus landskommun. Landskommunen uppgick 1971 i Mora kommun. Församlingen uppgick 2010 i Mora församling.
1 januari 2016 inrättades distriktet Våmhus, med samma omfattning som församlingen hade 1999/2000.
Socknen har tillhört fögderier, tingslag och domsagor enligt vad som beskrivs i artikeln Dalarna. De indelta soldaterna tillhörde Dalregementet, Mora och Orsa kompanier. I Våmhus fanns ett Hemvärnsområde som avvecklades i början av 2000-talet.

## Geografi
Våmhus socken ligger kring Våmån. Socknen har odlingsbygd vid sjöarna och vattendragen och är i övrigt en bergig skogsbygd med fäbodar och med höjder som i Anjosvarden når 763 meter över havet.

### Geografisk avgränsning
Våmhus socken avgränsas i norr av en exklav av Mora socken. I öster gränsar församlingen till Orsa socken. I väster ligger Älvdalens socken och i söder gränsar Våmhus socken till Mora sockens huvuddel.
I den sydöstra, och mest befolkade, delen av socknen ligger orterna Våmhus kyrkby, Kumbelnäs, Bäck och Björkvassla. Cirka 5 kilometer norr om kyrkbyn ligger fäbodarna Rädbjörka samt Fyriberg.
I västra delen av socknen ligger Hykjeberget med naturreservat på gränsen mot Älvdalens socken. I övrigt ligger här bland annat fäbodarna och byarna Nedre Blecket, Övre Blecket, Stor-Vasselnäs, Lill-Vasselnäs, Ryfsäl, Övre Bjönsaberg, Nedre Bjönsaberg, Indnäs samt Indor.
I norr hade socknen en del större exklaver, som var skilda från huvudbygden genom andra exklaver av Mora socken. Den nordligaste exklaven (Våmhuskölen) har sin nordligaste del kring Fisktjärnåsen, cirka 5 kilometer väster om Kräckelbäcken i Mora socken. I sydöstra delen av denna exklav ligger Oradtjärnbodarna samt Våmhuskölens naturreservat.
En annan enklav låg kring Gyrisberget. Här ligger bl.a. Tramsgravs naturreservat och dalgången Dyverdalen kring vattendraget Dyvran.

## Fornlämningar
Några boplatser från stenåldern och tre stensättningar är funna. Dessutom har fångstgropar samt slagg från lågteknisk järnhantering påträffats.

## Namnet
Namnet (1539 Womess) är ett bygdenamn, Vam(b)o-os. Förleden kommer från sjön Våmsjön, vars första del är våm, 'våm; buk, mage' syftande på sjöns form. Efterleden är os, 'åmynning', syftande på Våmåns mynning.

## Befolkningsutveckling
Folkmängden i Mora församling, som då inkluderade Sollerön, Venjan och Våmhus, var 20 153 år 2010.
| Befolkningsutvecklingen i Våmhus socken 1810–2020 | Befolkningsutvecklingen i Våmhus socken 1810–2020 | Befolkningsutvecklingen i Våmhus socken 1810–2020 | Befolkningsutvecklingen i Våmhus socken 1810–2020 | Befolkningsutvecklingen i Våmhus socken 1810–2020 |
| --- | ------------------------------------------------- | ------------------------------------------------- | ------------------------------------------------- | ------------------------------------------------- |
| |                                                   |                                                   |                                                   |                                                   |
| År |                                                   |                                                   | Folkmängd                                         |                                                   |
| 1810 | 1810                                              |                                                   | 1 409                                             |                                                   |
| 1820 | 1820                                              |                                                   | 1 473                                             |                                                   |
| 1850 | 1850                                              |                                                   | 1 809                                             |                                                   |
| 1860 | 1860                                              |                                                   | 1 984                                             |                                                   |
| 1870 | 1870                                              |                                                   | 1 937                                             |                                                   |
| 1880 | 1880                                              |                                                   | 2 143                                             |                                                   |
| 1890 | 1890                                              |                                                   | 2 155                                             |                                                   |
| 1900 | 1900                                              |                                                   | 2 186                                             |                                                   |
| 1910 | 1910                                              |                                                   | 1 874                                             |                                                   |
| 1920 | 1920                                              |                                                   | 1 686                                             |                                                   |
| 1930 | 1930                                              |                                                   | 1 509                                             |                                                   |
| 1940 | 1940                                              |                                                   | 1 413                                             |                                                   |
| 1950 | 1950                                              |                                                   | 1 438                                             |                                                   |
| 1960 | 1960                                              |                                                   | 1 332                                             |                                                   |
| 1970 | 1970                                              |                                                   | 1 220                                             |                                                   |
| 1980 | 1980                                              |                                                   | 1 303                                             |                                                   |
| 1990 | 1990                                              |                                                   | 1 293                                             |                                                   |
| 2020 | 2020                                              |                                                   | 1 203                                             |                                                   |
| Anm: Källor: Tabellverkets arkiv, Umeå universitet - Tabellverket 1749-1859, Demografiska databasen, CEDAR, Umeå universitet, Folkmängden per distrikt, landskap, landsdel eller riket efter kön. År 2015 - 2022. |                                                   |                                                   |                                                   |                                                   |